# كارلوس رويز (لاعب كرة قدم أرجنتيني)
كارلوس رويز (بالإسبانية: Carlos David Ruiz)‏ (10 نوفمبر 1971 ببوينس آيرس في الأرجنتين - ) هو مدرب كرة قدم ولاعب كرة قدم أرجنتيني في مركز الدفاع. لعب مع أرسنال ساراندي.

## وصلات خارجية
- كارلوس رويز على موقع قاعدة بيانات كرة القدم.إي يو (الإنجليزية)
- كارلوس رويز على موقع قاعدة بيانات كرة القدم.إي يو (الإنجليزية)